# Aleksandr Kurosh
Aleksandr Gennadievich Kurosh (em russo:  Александр Геннадьевич Курош, Yartsevo, 19 de janeiro de 1908 — Moscou, 18 de maio de 1971) foi um matemático soviético.
Conhecido por seu trabalho sobre álgebra abstrata. A ele é creditado a publicação do primeiro livro moderno e de nível elevado sobre teoria dos grupos, The Theory of Groups, publicado em 1944.
Nasceu em Yartsevo, próximo a Smolensk. Doutorado pela Universidade Estatal de Moscou em 1936, orientado por Pavel Alexandrov.

## Publicações
- Gruppentheorie. 2 Volumes, Akademie Verlag, Berlim, 2ª Edição 1970, 1972
- Vorlesungen über Allgemeine Algebra. Harri Deutsch, Zürich 1964
- Zur Theorie der Kategorien. Deutscher Verlag der Wissenschaften, Berlim 1963
- Kurosch: Zur Zerlegung unendlicher Gruppen.[ligação inativa] Mathematische Annalen Volume 106, 1932
- Kurosch: Über freie Produkte von Gruppen.[ligação inativa] Mathematische Annalen Volume 108, 1933
- Kurosch: Die Unterprodukte der freien Produkte von beliebigen Gruppen.[ligação inativa] Mathematische Annalen, Volume 109, 1934